# エフエムかしま市民放送
エフエムかしま市民放送株式会社（エフエムかしましみんほうそう）は、茨城県鹿嶋市の一部地域を放送区域として超短波放送（FM放送）を営む特定地上基幹放送事業者である。
エフエムかしまの愛称でコミュニティ放送を行っている。

## 概要
2000年（平成12年）に開局した。
鹿嶋市が株式の22%を保有しており、マスメディア集中排除原則にいう支配関係にある。
送信所は当初鹿嶋市平井の市役所庁舎屋上にあった。2017年（平成29年）に本社・演奏所のある鹿嶋市大字鉢形の鹿嶋市交流会館に移転した。放送エリアは、鹿嶋市及び周辺市町村（潮来市、神栖市、鉾田市の一部、行方市の一部）である。
日曜深夜を含め24時間放送で、自社制作番組以外はミュージックバードの番組を放送する。
自主制作率は、平日60%、土日20%である。
鹿島アントラーズのホームゲームや日本製鉄鹿島硬式野球部が出場する都市対抗野球大会の中継も行う。
サイマルラジオを実施している。
沿革
- 1999年（平成11年） - 4月12日　エフエムかしま市民放送株式会社設立
- 2000年（平成12年）
  - 7月24日 - 放送局（現特定地上基幹放送局）の予備免許取得
    - 超短波放送のみではなく超短波音声多重放送（FM文字多重放送）の予備免許も取得

  - 8月4日 - 放送局の免許取得
  - 8月7日 - 開局
    - 希望者にFM文字多重放送端末、パパラジーコム[4]を配布
- 2009年（平成21年） - 9月30日　FM文字多重放送廃止
- 2011年（平成23年）
  - 3月13日 - 鹿嶋市は11日に発生した東北地方太平洋沖地震に際し臨時災害放送局かしまさいがいエフエム（コールサインJOYZ3M-FM、出力50W）の免許を取得、当社の設備を使用して運用開始
  - 4月 - サイマルラジオ開始
  - 6月1日 - かしまさいがいエフエム閉局
- 2017年（平成29年）2月23日 - 送信所を移転[5]

## 主な自主制作番組
生放送ワイド番組
- おはよう76.7（ナルナ） 【月 - 金】 7:30 - 9:00（90分）
- ひるどき76.7（ナルナ） 【月 - 金】 11:30 - 13:00（90分）
- ゆうやけ76.7（ナルナ） 【月 - 金】 17:00 - 18:00（60分）

スポーツ番組
- 鹿島アントラーズサッカー中継 - カシマサッカースタジアムでのJリーグ開催時に試合開始前から中継。主に週末に放送し、時間は試合日により異なる。
- 日本製鉄鹿島硬式野球試合中継 - 都市対抗野球大会を中心に公式戦を生中継で放送。

文化・教養番組
- 日本製鉄アワー「名曲招待席」 【月】 13:00 - 14:00（60分） （再放送・土 10:00 - ） - 鹿嶋市内に所在する日本製鉄鹿島製鉄所提供の音楽番組。
- クローズアップ76.7 【木】 19:30 - 20:00（30分）（再放送・土 11:00 - 、再々放送・月 3:00 - ） - FMかしまの生放送ワイド番組（おはよう・ひるどき・ゆうやけ）内の一部コーナーを集約して放送。

また、番組以外にも鹿島アントラーズ所属選手が登場し、一部時間（毎日 8:00・14:00・19:00の各回）の時報をお知らせしている。

### 番組タイムテーブル（平日）
- スポーツ中継や特別番組等により、休止・時間変更の場合あり[7]。

| 【凡例】■自社制作番組。【MB】ミュージックバード制作。■全国のコミュニティラジオのネット番組。 | | | | | |
| 時 | 月曜日 | 火曜日 | 水曜日 | 木曜日 | 金曜日 |
| 5 | 00 ゴールデン歌謡・演歌 | 00 ゴールデン歌謡・演歌 | 00 ゴールデン歌謡・演歌 | 00 ゴールデン歌謡・演歌 | 00 ゴールデン歌謡・演歌 |
| 6 | 00 【MB】Morning Community （最新の全国ニュース・天気予報・スポーツ情報） | 00 【MB】Morning Community （最新の全国ニュース・天気予報・スポーツ情報） | 00 【MB】Morning Community （最新の全国ニュース・天気予報・スポーツ情報） | 00 【MB】Morning Community （最新の全国ニュース・天気予報・スポーツ情報） | 00 【MB】Morning Community （最新の全国ニュース・天気予報・スポーツ情報） |
| 7 | 00 【MB】Morning Community （最新の全国ニュース・天気予報・スポーツ情報） | 00 【MB】Morning Community （最新の全国ニュース・天気予報・スポーツ情報） | 00 【MB】Morning Community （最新の全国ニュース・天気予報・スポーツ情報） | 00 【MB】Morning Community （最新の全国ニュース・天気予報・スポーツ情報） | 00 【MB】Morning Community （最新の全国ニュース・天気予報・スポーツ情報） |
| 7 | 00 【MB】Morning Community （最新の全国ニュース・天気予報・スポーツ情報） | 00 【MB】Morning Community （最新の全国ニュース・天気予報・スポーツ情報） | 00 【MB】Morning Community （最新の全国ニュース・天気予報・スポーツ情報） | 00 【MB】Morning Community （最新の全国ニュース・天気予報・スポーツ情報） | 00 【MB】Morning Community （最新の全国ニュース・天気予報・スポーツ情報） |
| 30 おはよう76.7（ナルナ）【生】 パーソナリティー：安藤奈津子（月）、荻原ありさ（火）、三島早織（水）、鈴木湖子（木）、宮野奈々美（金） ▽今日のこころがけ ▽全国/地域ニュース・天気予報 ▽7:50 - 【月 - 木】おしえて! かしま（鹿嶋市広報コーナー）【金】鹿嶋市地域レポート ▽8:00 - アントラーズ便り（鹿島アントラーズ情報） ▽日替わりコーナー（7時台・8時台） ▽今日のかしま、明日のかしま ▽お知らせ ▽番組インフォメーション | | | | | |
| 8 | | | | | |
| 9 | 00 くつろぎタイム ▽9:00 - 今日のこころがけ、くつろぎの音楽 Part1 ▽9:50 - 朝の15分体操（どこでもストレッチ、スクワット体操、ナルナウォーキング体操） ▽10:05 - くつろぎの音楽 Part2 | 00 くつろぎタイム ▽9:00 - 今日のこころがけ、くつろぎの音楽 Part1 ▽9:50 - 朝の15分体操（どこでもストレッチ、スクワット体操、ナルナウォーキング体操） ▽10:05 - くつろぎの音楽 Part2 | 00 くつろぎタイム ▽9:00 - 今日のこころがけ、くつろぎの音楽 Part1 ▽9:50 - 朝の15分体操（どこでもストレッチ、スクワット体操、ナルナウォーキング体操） ▽10:05 - くつろぎの音楽 Part2 | 00 くつろぎタイム ▽9:00 - 今日のこころがけ、くつろぎの音楽 Part1 ▽9:50 - 朝の15分体操（どこでもストレッチ、スクワット体操、ナルナウォーキング体操） ▽10:05 - くつろぎの音楽 Part2 | 00 くつろぎタイム ▽9:00 - 今日のこころがけ、くつろぎの音楽 Part1 ▽9:50 - 朝の15分体操（どこでもストレッチ、スクワット体操、ナルナウォーキング体操） ▽10:05 - くつろぎの音楽 Part2 |
| 10 | 00 くつろぎタイム ▽9:00 - 今日のこころがけ、くつろぎの音楽 Part1 ▽9:50 - 朝の15分体操（どこでもストレッチ、スクワット体操、ナルナウォーキング体操） ▽10:05 - くつろぎの音楽 Part2 | 00 くつろぎタイム ▽9:00 - 今日のこころがけ、くつろぎの音楽 Part1 ▽9:50 - 朝の15分体操（どこでもストレッチ、スクワット体操、ナルナウォーキング体操） ▽10:05 - くつろぎの音楽 Part2 | 00 くつろぎタイム ▽9:00 - 今日のこころがけ、くつろぎの音楽 Part1 ▽9:50 - 朝の15分体操（どこでもストレッチ、スクワット体操、ナルナウォーキング体操） ▽10:05 - くつろぎの音楽 Part2 | 00 くつろぎタイム ▽9:00 - 今日のこころがけ、くつろぎの音楽 Part1 ▽9:50 - 朝の15分体操（どこでもストレッチ、スクワット体操、ナルナウォーキング体操） ▽10:05 - くつろぎの音楽 Part2 | 00 くつろぎタイム ▽9:00 - 今日のこころがけ、くつろぎの音楽 Part1 ▽9:50 - 朝の15分体操（どこでもストレッチ、スクワット体操、ナルナウォーキング体操） ▽10:05 - くつろぎの音楽 Part2 |
| 11 | 00 Juke Box 30 | 00 立川成幸のハナシカ広場（再） | 00 トップに聞く / Juke Box 30 | 00 Juke Box 30 | 00 奈良岡正明の演歌だよ! |
| 11 | 30 ひるどき76.7（ナルナ）【生】 パーソナリティー：内野夕起（月）、石津宜典（火）、三島早織（水）、鈴木湖子（木）、松本有未（金） ▽日替わりコーナー（11時台・12時台） ▽買い物情報 ▽12:10 - 全国＆地域ニュース・天気予報、今日のかしま、明日のかしま ▽12:50 - 【火～木】おしえて! かしま（鹿嶋市広報コーナー）【金】鹿嶋市地域レポート | 30 ひるどき76.7（ナルナ）【生】 パーソナリティー：内野夕起（月）、石津宜典（火）、三島早織（水）、鈴木湖子（木）、松本有未（金） ▽日替わりコーナー（11時台・12時台） ▽買い物情報 ▽12:10 - 全国＆地域ニュース・天気予報、今日のかしま、明日のかしま ▽12:50 - 【火～木】おしえて! かしま（鹿嶋市広報コーナー）【金】鹿嶋市地域レポート | 30 ひるどき76.7（ナルナ）【生】 パーソナリティー：内野夕起（月）、石津宜典（火）、三島早織（水）、鈴木湖子（木）、松本有未（金） ▽日替わりコーナー（11時台・12時台） ▽買い物情報 ▽12:10 - 全国＆地域ニュース・天気予報、今日のかしま、明日のかしま ▽12:50 - 【火～木】おしえて! かしま（鹿嶋市広報コーナー）【金】鹿嶋市地域レポート | 30 ひるどき76.7（ナルナ）【生】 パーソナリティー：内野夕起（月）、石津宜典（火）、三島早織（水）、鈴木湖子（木）、松本有未（金） ▽日替わりコーナー（11時台・12時台） ▽買い物情報 ▽12:10 - 全国＆地域ニュース・天気予報、今日のかしま、明日のかしま ▽12:50 - 【火～木】おしえて! かしま（鹿嶋市広報コーナー）【金】鹿嶋市地域レポート | 30 ひるどき76.7（ナルナ）【生】 パーソナリティー：内野夕起（月）、石津宜典（火）、三島早織（水）、鈴木湖子（木）、松本有未（金） ▽日替わりコーナー（11時台・12時台） ▽買い物情報 ▽12:10 - 全国＆地域ニュース・天気予報、今日のかしま、明日のかしま ▽12:50 - 【火～木】おしえて! かしま（鹿嶋市広報コーナー）【金】鹿嶋市地域レポート |
| 12 | 30 ひるどき76.7（ナルナ）【生】 パーソナリティー：内野夕起（月）、石津宜典（火）、三島早織（水）、鈴木湖子（木）、松本有未（金） ▽日替わりコーナー（11時台・12時台） ▽買い物情報 ▽12:10 - 全国＆地域ニュース・天気予報、今日のかしま、明日のかしま ▽12:50 - 【火～木】おしえて! かしま（鹿嶋市広報コーナー）【金】鹿嶋市地域レポート | 30 ひるどき76.7（ナルナ）【生】 パーソナリティー：内野夕起（月）、石津宜典（火）、三島早織（水）、鈴木湖子（木）、松本有未（金） ▽日替わりコーナー（11時台・12時台） ▽買い物情報 ▽12:10 - 全国＆地域ニュース・天気予報、今日のかしま、明日のかしま ▽12:50 - 【火～木】おしえて! かしま（鹿嶋市広報コーナー）【金】鹿嶋市地域レポート | 30 ひるどき76.7（ナルナ）【生】 パーソナリティー：内野夕起（月）、石津宜典（火）、三島早織（水）、鈴木湖子（木）、松本有未（金） ▽日替わりコーナー（11時台・12時台） ▽買い物情報 ▽12:10 - 全国＆地域ニュース・天気予報、今日のかしま、明日のかしま ▽12:50 - 【火～木】おしえて! かしま（鹿嶋市広報コーナー）【金】鹿嶋市地域レポート | 30 ひるどき76.7（ナルナ）【生】 パーソナリティー：内野夕起（月）、石津宜典（火）、三島早織（水）、鈴木湖子（木）、松本有未（金） ▽日替わりコーナー（11時台・12時台） ▽買い物情報 ▽12:10 - 全国＆地域ニュース・天気予報、今日のかしま、明日のかしま ▽12:50 - 【火～木】おしえて! かしま（鹿嶋市広報コーナー）【金】鹿嶋市地域レポート | 30 ひるどき76.7（ナルナ）【生】 パーソナリティー：内野夕起（月）、石津宜典（火）、三島早織（水）、鈴木湖子（木）、松本有未（金） ▽日替わりコーナー（11時台・12時台） ▽買い物情報 ▽12:10 - 全国＆地域ニュース・天気予報、今日のかしま、明日のかしま ▽12:50 - 【火～木】おしえて! かしま（鹿嶋市広報コーナー）【金】鹿嶋市地域レポート |
| 13 | 00 日本製鉄アワー「名曲招待席」 | 00【MB】 リメンバーミュージック | 00【MB】 リメンバーミュージック | 00【MB】 リメンバーミュージック | 00【MB】 リメンバーミュージック |
| 14 | 00 アルバム特集 J-POP（邦楽） | 00 洋楽Select | 00 K Sound | 00 クラシックの名曲 | 00 音楽茶館 |
| 15 | 00【MB】アフタヌーンパラダイス パーソナリティー：川久保秀一・真木ひろか（月）、辛島美登里・西達彦（火）、松本英子・蒼山慶大（水）、杉真理・山口真奈（木） | 00【MB】アフタヌーンパラダイス パーソナリティー：川久保秀一・真木ひろか（月）、辛島美登里・西達彦（火）、松本英子・蒼山慶大（水）、杉真理・山口真奈（木） | 00【MB】アフタヌーンパラダイス パーソナリティー：川久保秀一・真木ひろか（月）、辛島美登里・西達彦（火）、松本英子・蒼山慶大（水）、杉真理・山口真奈（木） | 00【MB】アフタヌーンパラダイス パーソナリティー：川久保秀一・真木ひろか（月）、辛島美登里・西達彦（火）、松本英子・蒼山慶大（水）、杉真理・山口真奈（木） | 00 音楽アラカルト |
| 16 | 00【MB】アフタヌーンパラダイス パーソナリティー：川久保秀一・真木ひろか（月）、辛島美登里・西達彦（火）、松本英子・蒼山慶大（水）、杉真理・山口真奈（木） | 00【MB】アフタヌーンパラダイス パーソナリティー：川久保秀一・真木ひろか（月）、辛島美登里・西達彦（火）、松本英子・蒼山慶大（水）、杉真理・山口真奈（木） | 00【MB】アフタヌーンパラダイス パーソナリティー：川久保秀一・真木ひろか（月）、辛島美登里・西達彦（火）、松本英子・蒼山慶大（水）、杉真理・山口真奈（木） | 00【MB】アフタヌーンパラダイス パーソナリティー：川久保秀一・真木ひろか（月）、辛島美登里・西達彦（火）、松本英子・蒼山慶大（水）、杉真理・山口真奈（木） | 00 JAZZ Time 2（再） |
| 17 | 00 ゆうやけ76.7（ナルナ）【生】 パーソナリティー：宮野奈々美（月）、三島早織（火）、鈴木湖子（水）、朝比奈しょう子（木）、宮野奈々美（金） ▽17:10 - 日替わりコーナー ▽17:40 - アントラーズ便り（鹿島アントラーズ情報） ▽17:50 - 【月】Juke Box 10【火～木】おしえて! かしま（鹿嶋市広報コーナー）【金】鹿嶋市地域レポート            | 00 ゆうやけ76.7（ナルナ）【生】 パーソナリティー：宮野奈々美（月）、三島早織（火）、鈴木湖子（水）、朝比奈しょう子（木）、宮野奈々美（金） ▽17:10 - 日替わりコーナー ▽17:40 - アントラーズ便り（鹿島アントラーズ情報） ▽17:50 - 【月】Juke Box 10【火～木】おしえて! かしま（鹿嶋市広報コーナー）【金】鹿嶋市地域レポート            | 00 ゆうやけ76.7（ナルナ）【生】 パーソナリティー：宮野奈々美（月）、三島早織（火）、鈴木湖子（水）、朝比奈しょう子（木）、宮野奈々美（金） ▽17:10 - 日替わりコーナー ▽17:40 - アントラーズ便り（鹿島アントラーズ情報） ▽17:50 - 【月】Juke Box 10【火～木】おしえて! かしま（鹿嶋市広報コーナー）【金】鹿嶋市地域レポート            | 00 ゆうやけ76.7（ナルナ）【生】 パーソナリティー：宮野奈々美（月）、三島早織（火）、鈴木湖子（水）、朝比奈しょう子（木）、宮野奈々美（金） ▽17:10 - 日替わりコーナー ▽17:40 - アントラーズ便り（鹿島アントラーズ情報） ▽17:50 - 【月】Juke Box 10【火～木】おしえて! かしま（鹿嶋市広報コーナー）【金】鹿嶋市地域レポート            | 00 ゆうやけ76.7（ナルナ）【生】 パーソナリティー：宮野奈々美（月）、三島早織（火）、鈴木湖子（水）、朝比奈しょう子（木）、宮野奈々美（金） ▽17:10 - 日替わりコーナー ▽17:40 - アントラーズ便り（鹿島アントラーズ情報） ▽17:50 - 【月】Juke Box 10【火～木】おしえて! かしま（鹿嶋市広報コーナー）【金】鹿嶋市地域レポート            |
| 18 | 00 K Sound | 00 Hometown Dream【生】（第1・3・5週） 空飛ぶオスペンギン【生】（第2・4週）パーソナリティー：オスペンギン | 00 天才ラジヲ【生】パーソナリティー：No.12 KASHIMA FAN ZONE | 00 日本製鉄 presents かしまのいいね!にフォーカス | 00 潮来応援番組「We Love Itako♥」 （潮来市） |
| 18 | 00 K Sound | 00 Hometown Dream【生】（第1・3・5週） 空飛ぶオスペンギン【生】（第2・4週）パーソナリティー：オスペンギン | 00 天才ラジヲ【生】パーソナリティー：No.12 KASHIMA FAN ZONE | 30 トップに聞く / Juke Box 30 | 30 かみす放送局 （神栖市） |
| 19 | 00 イッセイの月'days | 00 太田竜成のこんなにしゃべっていいのかよ【生】 | 00 かりすま鹿嶋 （第1・3・5週）パーソナリティー：かりすま〜ず 空飛ぶオスペンギン（再）（第2・4週） | 00 クローズアップ76.7 | 00 アルバム特集 |
| 19 | 30 立川成幸のハナシカ広場 | 30 清真チャンネル【生】（清真学園） | 00 かりすま鹿嶋 （第1・3・5週）パーソナリティー：かりすま〜ず 空飛ぶオスペンギン（再）（第2・4週） | 00 クローズアップ76.7 | 00 アルバム特集 |
| 20 | 00 BREATH OF WIND | 00 クラシックの名曲 | 00 JAZZ Time 2 | 00 アルバム特集（演歌） | 00 懐かしの昭和歌謡 |
| 20 | 30 河田浩兒のラフ＆フリーダム | 00 クラシックの名曲 | 00 JAZZ Time 2 | 00 アルバム特集（演歌） | 00 懐かしの昭和歌謡 |
| 21 | 00 【MB】大西貴文のTHE NITE パーソナリティー：大西貴文 | 00 【MB】大西貴文のTHE NITE パーソナリティー：大西貴文 | 00 【MB】大西貴文のTHE NITE パーソナリティー：大西貴文 | 00 【MB】大西貴文のTHE NITE パーソナリティー：大西貴文 | 00 【MB】大西貴文のTHE NITE パーソナリティー：大西貴文 |
| 22 | 00 【MB】大西貴文のTHE NITE パーソナリティー：大西貴文 | 00 【MB】大西貴文のTHE NITE パーソナリティー：大西貴文 | 00 【MB】大西貴文のTHE NITE パーソナリティー：大西貴文 | 00 【MB】大西貴文のTHE NITE パーソナリティー：大西貴文 | 00 【MB】大西貴文のTHE NITE パーソナリティー：大西貴文 |
| 23 | 00 【MB】大西貴文のTHE NITE パーソナリティー：大西貴文 | 00 【MB】大西貴文のTHE NITE パーソナリティー：大西貴文 | 00 【MB】大西貴文のTHE NITE パーソナリティー：大西貴文 | 00 【MB】大西貴文のTHE NITE パーソナリティー：大西貴文 | 00 【MB】大西貴文のTHE NITE パーソナリティー：大西貴文 |
| コミュニティ発 全国放送ゾーン（月曜・水曜・木曜 深夜25:00 - 27:00、火曜 深夜24:00 - 27:00、金曜 深夜26:00 - 27:00） | | | | | |
| 24 | 00 【MB】K・Sスタジオ | 00 Midnight Comoesta （FM791） | 00 コウセイラジオ～break through the wall～（ラジオ・ラヴィート） | 00【MB】 Echoes of Ishigaki | 00 【MB】Friday Night Fever☆ 三遊亭円楽 |
| 24 | 30 Beat in the Box～just the beginning～（FM世田谷） | 00 Midnight Comoesta （FM791） | 00 コウセイラジオ～break through the wall～（ラジオ・ラヴィート） | 00【MB】 Echoes of Ishigaki | 00 【MB】Friday Night Fever☆ 三遊亭円楽 |
| 25 | 00 アニメ関門文化学園 （COME ON! FM） | 00 益子直美の怒ってはいけないラジオ （レディオ湘南） | 00 花*花 Style （BAN-BANラジオ） | 00 めんそーれ読谷 （エムエム読谷） | 00 【MB】ユメルのモナリザラウンジ |
| 25 | 00 アニメ関門文化学園 （COME ON! FM） | 30 徳島LSC 純夏のWaterside NOW! （B-FM791） | 30 上地等のWalking Talking Radio（FMいしがきサンサンラジオ） | 00 めんそーれ読谷 （エムエム読谷） | 00 【MB】ユメルのモナリザラウンジ |
| 26 | 00 インディーズアロー （エフエムはつかいち） | 00 ダブルグッチーのなまら同窓会 （FMいるか） | 00 渡辺俊美のINTER PLAY （FMおだわら） | 00 今夜もととのいたい!（MID-FM） | 00 アイパー滝沢のホゥ!リーナイト・フィーバー （REDS WAVE） |
| 26 | 00 インディーズアロー （エフエムはつかいち） | 30 きゅんです!サイエンス（ボイス・キュー） | 00 渡辺俊美のINTER PLAY （FMおだわら） | 00 今夜もととのいたい!（MID-FM） | 00 アイパー滝沢のホゥ!リーナイト・フィーバー （REDS WAVE） |
| 27 | 00 【MB】JAZZ VOCALの夜 | 00 【MB】JAZZ VOCALの夜 | 00 【MB】JAZZ VOCALの夜 | 00 【MB】JAZZ VOCALの夜 | 00 【MB】週刊メディア通信 |
| 28 | 00 【MB】slow life, slow music | 00 【MB】slow life, slow music | 00 【MB】slow life, slow music | 00 【MB】slow life, slow music | 00 【MB】slow life, slow music |

### 番組タイムテーブル（週末）
| 【凡例】■自社制作番組。【MB】ミュージックバード制作。■全国のコミュニティラジオのネット番組。 |                                                                            |                                                                           |
| 時                                                                                           | 土曜日                                                                     | 日曜日                                                                    |
| 5                                                                                            | 00 【MB】 森雅紀の目覚ましラジオ                                           | 00 みすゞさんと明るいほうへ （しゅうなんFM）                              |
| 5                                                                                            | 00 【MB】 森雅紀の目覚ましラジオ                                           | 25 【MB】 目覚めの時間～ヨグマタ相川圭子のアセンションプリーズ            |
| 6                                                                                            | 00 【MB】 KZOO ALOHA HOTLINE “Aloha Rainbow”（KZOO）                       | 00 経営軍師 岡漱一郎の絶対負けない!社長の法則 （エフエムとおかまち）      |
| 7                                                                                            | 00 【MB】 シビルトーン♪～素敵な週末～ パーソナリティー：小谷大輔・湯浅円   | 00 【MB】 おはようサンデー パーソナリティー：河村由美                     |
| 8                                                                                            | 00 【MB】 シビルトーン♪～素敵な週末～ パーソナリティー：小谷大輔・湯浅円   | 00 【MB】 おはようサンデー パーソナリティー：河村由美                     |
| 40 イトーとスドーのモノ申し隊!                                                               | 40 小倉・IMALUの〇〇玉手箱                                                 |                                                                           |
| 9                                                                                            | 00 【MB】 忽那賢志のRhythm Medication パーソナリティー：忽那賢志・古賀涼子 | 00 【MB】 グッ★モニ パーソナリティー：橘しんご                            |
| 9                                                                                            | 30 ソトコトラジオ                                                          | 00 【MB】 グッ★モニ パーソナリティー：橘しんご                            |
| 10                                                                                           | 00 日本製鉄アワー「名曲招待席」（再）                                      | 00 【MB】 グッ★モニ パーソナリティー：橘しんご                            |
| 11                                                                                           | 00 クローズアップ76.7（再）                                                | 00 【MB】 ロコラバ －Loco Lovers－ パーソナリティー：川久保秀一・横田香峰 |
| 12                                                                                           | 00 【MB】 ラジオにチェックイン                                             | 00 【MB】 ロコラバ －Loco Lovers－ パーソナリティー：川久保秀一・横田香峰 |
| 12                                                                                           | 30 【MB】 UNFAIR RULEのひとりごと                                          | 30 【MB】 メディアドゥ&トーハン Presents 本屋さんへ行こう                 |
| 13                                                                                           | 00 【MB】 あの頃青春グラフィティ パーソナリティー：岡野美和子              | 00 【MB】 Welcome to SHOUGI World 駒テラスへようこそ                      |
| 14                                                                                           | 00 【MB】 あの頃青春グラフィティ パーソナリティー：岡野美和子              | 00 【MB】 みんなのサンデー防災                                            |
| 15                                                                                           | 00 【MB】 あの頃青春グラフィティ パーソナリティー：岡野美和子              | 00 【MB】 デジタル建設ジャーナル                                          |
| 16                                                                                           | 00 【MB】 SATURDAY SUPER LEGEND                                            | 00 【MB】 JP TOP20 パーソナリティー：山川智也                             |
| 17                                                                                           | 00 【MB】 アロ～ハ!!大崎潔のがんばれハワイ                                 | 00 【MB】 JP TOP20 パーソナリティー：山川智也                             |
| 17                                                                                           | 30 森本ケンタのRadio espresso （東広島FM）                                 | 00 【MB】 JP TOP20 パーソナリティー：山川智也                             |
| 18                                                                                           | 00 【MB】 尾坂局長とたーなー先生の夢カナRADIO～夢の途～                    | 00 【MB】 大石吾朗 Premium G パーソナリティー：大石吾朗                   |
| 18                                                                                           | 30 【MB】 井上昌己のprecious moment                                        | 00 【MB】 大石吾朗 Premium G パーソナリティー：大石吾朗                   |
| 19                                                                                           | 00 【MB】 Kazuo Yoshida's BOSSA MANIA                                      | 00 【MB】 E-LOUNGE MUSIC PLACE                                            |
| 20                                                                                           | 00 【MB】 牧山純子のサウンドマリーナ                                       | 00 【MB】 PRESIDENT STATION TOKYO                                         |
| 21                                                                                           | 00 プロボウラー 名和秋の海街レイディオ （茅ヶ崎FM）                        | 00 【MB】 Sound of Oasis～GOOD PERSON～                                   |
| 21                                                                                           | 30 wacciのLIVE LIVE LIVE! （仙台シティエフエム）                           | 00 【MB】 Sound of Oasis～GOOD PERSON～                                   |
| 22                                                                                           | 00 【MB】 TABARU Love Emotion                                              | 00 【MB】 まさしのミュージックチャンプルー                                |
| 23                                                                                           | 00 【MB】 PROTO～プロトタイプから、オリジナルへ。～                        | 00 【MB】 Music Hot Flavor                                                |
| 24                                                                                           | 00 【MB】 I wish you success ～明日への扉～                                | 00 【MB】 あかねサステナブル～サムライジングspecial～                     |
| 24                                                                                           | 30 ゲーム・BGM夜話 （ウルトラFM）                                          | 00 【MB】 あかねサステナブル～サムライジングspecial～                     |
| 25                                                                                           | 00 本牧ヤグチ （マリンFM）                                                 | 00 吉祥寺アンリミテッド （むさしのFM）                                    |
| 25                                                                                           | 00 本牧ヤグチ （マリンFM）                                                 | 30 【MB】 The Essence of Music                                            |
| 26                                                                                           | 00 湘南ベース                                                              | 00 【MB】 大橋美加のNice 'N' Easyタイム                                   |
| 27                                                                                           | 00 なべやかんのブヒブヒスパークタイム （エフエム世田谷）                   | 00 クローズアップ76.7（再）                                               |
| 28                                                                                           | 00 【MB】 Power Up More Nippon                                             | 00 ゴールデン歌謡・演歌                                                   |

## 鹿島アントラーズホームゲーム実況中継
- 鹿島アントラーズのカシマサッカースタジアムでJ1リーグ戦が行われる際、実況中継を行っている。中継時間はキックオフ15分前から。
- 当初は、試合前・ハーフタイム・試合後は会場より電話回線を通じFMかしま制作の音声を使用するも、試合中は鹿島アントラーズが制作した「ライブアントラーズ」の音声が使用されていた。このため、サイマルラジオでの音声配信が行われていなかった。現在は両者を統合するような形でFMかしま制作の番組となっており、JCBAインターネットサイマルラジオでも聴取できる。

## ナルナちゃん
開局時からのマスコットキャラクター。
『月の妖精』という設定で出身も『お月さま』である。
コミュニティ放送局のキャラクターということもあり、地元のアントラーズの応援のほか、いろんな人の話を聞くことも趣味である。